# Tượng (quận)

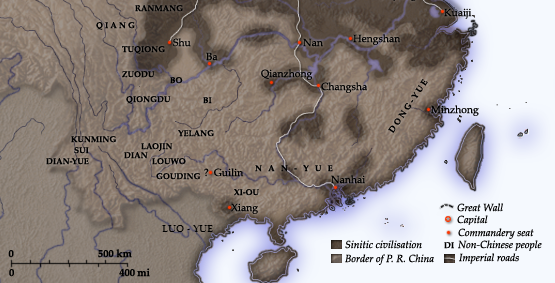
Bản đồ các khu vực lẻ tẻ do nhà Tần chiếm được của các nhóm tộc Bách Việt ở phía Nam sông Dương Tử sau năm 210 TCN, trong đó có quận Tượng (Xiang).

Tượng (chữ Hán: 象郡) là tên một quận do Tần Thủy Hoàng đặt ra sau khi thôn tính vùng đất phía nam Ngũ Lĩnh (Bách Việt).
Trong giới sử học từng có các quan điểm khác nhau về Tượng quận.

## Các quan điểm
Có ý kiến (như học giả L. Aurousseau) cho rằng Nhật Nam vốn là quận Tượng thời Tần Thủy Hoàng và Tượng quận bao trùm cả Giao Chỉ, Cửu Chân và Nhật Nam thời Hán sau này. Vì vậy, đã có sự đồng nhất giữa Tượng quận thời Tần và huyện Tượng Lâm thời Hán.
Các nhà nghiên cứu hiện nay dẫn các ý kiến của H. Maspero, Vũ Phạm Khải, Tá Bá Nghĩa Minh, thống nhất phản bác ý kiến trên và khẳng định: Tượng quận mới được Tần Thủy Hoàng mở trong cuộc chiến tranh Việt-Tần ở phía nam Trung Quốc, trong đó quân Tần mới chỉ tiến tới Quảng Tây.
Viện Sử học Việt Nam dẫn Hán thư: "Năm thứ 5 niên hiệu Nguyên Phượng thời Hán Chiêu Đế (76 TCN), quận Tượng bị bãi bỏ, chia cắt vào hai quận Uất Lâm và Tường Kha". Quận Uất Lâm thuộc Quảng Tây, quận Tường Kha ở phía tây Uất Lâm và gồm một phần Quý Châu. Như vậy quận Tượng cũ của nhà Tần (bị bỏ thời Hán) là ở phía tây Quảng Tây và một phần Quý châu. Trị sở của quận Tượng, theo Mậu Lăng thư do Hán thư dẫn tại phần chú, là đất Lâm Trần ở phía tây Nam Ninh, thuộc huyện Tân Dương, tỉnh Quảng Tây.
Học giả Cát Kiếm Hùng có ý kiến tương tự về vị trí Tượng quận là ở phía tây Quảng Tây.
Cả ba quận Giao Chỉ, Cửu Chân và Nhật Nam do nhà Hán đặt sau này không nằm trong quận Tượng. Các sử gia căn cứ thêm vào Sử ký Tư Mã Thiên dẫn chứng: khi Triệu Đà nhân nhà Tần suy yếu, chiếm 3 quận Nam Hải, Quế Lâm và Tượng (chiếm được trong chiến tranh Việt-Tần) để thành lập nước Nam Việt (207 TCN) thì Nam Việt chưa bao gồm Âu Lạc. Chỉ tới "sau khi Lã hậu mất (180 TCN)", Triệu Đà mới chiếm lãnh thổ Âu Lạc và chia thành 2 quận Giao Chỉ và Cửu Chân. Còn đất đai Nhật Nam thời Hán - mà trong đó có huyện Tượng Lâm sau này tách ra thành nước Lâm Ấp (năm 192) - chỉ được nhập vào lãnh thổ chung với miền Bắc và miền Trung Việt Nam ngày nay lần đầu tiên vào thời thuộc Hán, sau khi Hán Vũ Đế đánh chiếm Nam Việt (111 TCN, Nam Việt khi đó bao gồm cả phần đất bên Việt Nam), các quan cai trị Giao Chỉ tiến xuống thu phục các bộ tộc phía Nam dãy Hoành Sơn và hình thành quận Nhật Nam.
Theo các trường Đại học Nhân dân, Đại học Phúc Đán và Đại học Bắc Kinh ở Trung Quốc thì vị trí quận Tượng đã được xác định. Quận Tượng gồm 6 huyện trên đất bây giờ là huyện Tịnh (Tĩnh) tây nam tỉnh Hồ Nam miền nam huyện Kiếm Hà, Cẩm Bình ở miền đông tỉnh Quý Châu, miền sông đầm miền tây của huyện Nhung Giang tỉnh Quảng Tây, huyện Triết Thành, Bạch Sắc miền tây tỉnh Quảng Tây, miền tây nam núi Đại Minh của Nam Ninh cho đến biên giới Trung Việt, một dải Quảng Nam, Phúc Ninh ở đông nam tỉnh Vân Nam.
Các học giả hiện nay thống nhất với H. Maspero lý giải rằng: sở dĩ có sự nhầm lẫn đồng nhất Tượng quận thời Tần và Nhật Nam thời Hán, vì quận Nhật Nam thời Hán có huyện Tượng Lâm ở cực nam: Tượng quận là cực nam của đế chế Tần và Tượng Lâm ở cực nam đế chế Hán - điều này gây ra sự lầm lẫn đó.
Sử gia Ngô Sĩ Liên trong Đại Việt sử ký toàn thư thì cho rằng lãnh thổ quận Tượng thời nhà Tần chính là phần đất hai quận Giao Chỉ và Cửu Chân thời nhà Triệu nước Nam Việt (tương ứng với khu vực miền Bắc Việt Nam hiện nay và một phần tỉnh Quảng Tây).
Theo sách Khâm định Việt sử thông giám cương mục:
Quế Lâm, Nam Hải, Tượng quận: Theo sách Lĩnh ngoại đại đáp của Chu Khứ Phi nhà Tống, ba quận ấy là đất Bách Việt ngày trước, từ Tần Thủy Hoàng lấy được thiên hạ, mở núi dọn đường, cướp lấy đất Dương, Việt, đặt ra Nam Hải, Quế Lâm và Tượng Quận. Bây giờ tỉnh Quảng Tây tức là Quế Lâm, tỉnh Quảng Đông tức là Nam Hải, đất Giao Chỉ tức là Tượng Quận đời Tần. Đến Hán Vũ đế bình định được Nam Hải mới tách Quế Lâm đời Tần làm hai là Uất Lâm và Thương Ngô; tách Tượng Quận làm ba là Giao Chỉ, Cửu Chân và Nhật Nam. Lại xắn bớt đất Nam Hải và Tượng Quận đặt ra quận Hợp Phố. Rồi, từ huyện Từ Văn, vượt biển sang lấy hai quận Chu Nhai và Đam Nhĩ ở phía Nam biển, đặt thứ sử tại Giao Châu. Tiếng rằng nhà Hán chia ra chín quận, nhiều hơn nhà Tần, nhưng cầm quyền thống trị thì chỉ có một thứ sử ở Giao Châu thôi.